# 48
48 је била преступна година.

## Догађаји
- Месалина се „удала” за свог љубавника Гаја Силија. Клаудијев ослобођеник Тиберије Нарцис јавио је Клаудију да му је живот у опасности. На инсистирање Нарциса, Силије је погубљен, а потом и Месалина.
- Прва римска инвазија на Силуре (југоисточни Велс).
- Први сукоб између Силура и римских трупа.
- Галски племићи примљени су у Римски сенат.
- Аедуи добијају право да буду римски сенатори и имају почасне изборне функције.
- Оснивање града Саварије, који је постао главни град Паноније.
- Смрт Ирода, владара Халкиде. Ожењен нећакињом Береником (кћи Ирода Агрипе II).
- 48-52 - гувернер Јудеје Вентидије Куман.

## Рођења
- Цај Лун, кинески проналазач и политичар (у. 121)

## Смрти
- Валерија Месалина, супруга Клаудијева